# Santiago Gamboa
Santiago Gamboa (Bogotà, 1965) è uno scrittore colombiano.

## Biografia
Santiago Gamboa, è un filologo, diplomatico, editorialista, corrispondente e giornalista colombiano, nato a Bogotà nel 1965, figlio dell'artista Carolina Samper e dello storico dell'arte Pablo Gamboa Hinestrosa. Gamboa ha studiato  all'Università Javeriana letteratura. Quando la famiglia si è trasferita in Europa si è laureato in Filologia Ispanica all'Università di Madrid, per poi trasferirsi a Parigi dove ha lavorato come giornalista dal 1993 al 1997 come responsabile di programmi letterari e culturali. Lo stesso anno entra a far parte della RFI, diventa anche corrispondente per El Tiempo , il giornale colombiano con la più alta diffusione e la maggiore influenza nel paese.
A Roma ha collaborato col gruppo editoriale Repubblica - l'Espresso; a Nuova Delhi ha svolto l'incarico di consigliere culturale presso l'ambasciata colombiana.
Nel 1995 esce il suo primo romanzo, Páginas de vuelta e due anni dopo appare il suo secondo romanzo, Perdere è una questione di metodo.

## Opere principali
- 1995 - Páginas de vuelta
- 1997 - Perder es cuestión de método, Perdere è una questione di metodo, trad. di Pino Cacucci Guanda, 1998 (poi, TEA, 2001)
- 2000 - Vida feliz de un joven llamado Esteban,  Vita felice del giovane Esteban, Guanda, 2001
- 2002 - Ottobre a Pechino, Guanda, 2002
- 2001 - Los impostores, Gli impostori, Guanda, 2004
- 2011 - Morte di un biografo, Roma, edizioni e/o, 2011
- 2012 - Plegarias nocturnas, Preghiere notturne, Roma, edizioni e/o, 2013
- 2014 - Una casa en Bogotá, Una casa a Bogotá, Roma, edizioni e/o, 2016
- 2016 - Volver al oscuro valle, Ritorno alla buia valle, Roma, edizioni e/o, 2018
- 2019 - Serà larga la noche, Sarà lunga la notte, Roma, edizioni e/o, 2022